# Бройде, Соломон Оскарович
Соломон Оскарович Бройде (1892, Киев, Российская империя — 25 мая 1938, Москва, СССР) — русский советский писатель и публицист.

## Биография
Родился в 1892 году в Киеве, в еврейской семье, сын служащего. С 1910 года печатался в газетах как публицист. В 1911 году уехал в Берлин, где, предположительно работал в местных газетах и журналах, вернувшись в Киев как корреспондент одной из немецких газет. В 1912 году стал меньшевиком. В 1916 году окончил юридический факультет Императорского университета Святого Владимира в Киеве, после чего работал во Всероссийском земском союзе, занимаясь кормлением беженцев. После революции 1917 года был депутатом Моссовета от партии меньшевиков, после установления советской власти занимался продовольственным снабжением, одновременно публикуясь в советских газетах и журналах, в том числе, бюллетене «Продовольственное дело», газете «Родина», журналах «Огонёк» и «Красная нива».
В 1920 году был арестован советскими властями и провел в общей сложности 16 месяцев в тюрьмах Москвы и Пречистенской психиатрической лечебнице для заключённых. Находясь в Бутырской тюрьме был режиссёром тюремного театра. М. В. Ардов в своей книге «Монография о графомане: Воспоминания» упоминает Бройде, утверждая как тот, пользуясь старыми связами «…организовал выгодный сбыт продукции и по этой причине стал любимцем тюремной администрации. И внутри Бутырки он [Бройде] мог ходить совершенно свободно».
Выйдя на свободу, Бройде описал свой опыт пребывания в московских местах заключения, издав две книги: «В советской тюрьме» и «В сумасшедшем доме». К этой теме он возвращался и позднее, в частности, в романе 1933 года «Фабрика человеков». В период с 1922 по 1934 годы написал ряд книг, как художественных, так и публицистических, которые издавались издательствами «Федерация», Московское товарищество писателей, «Молодая гвардия», «Госюриздат», «Советское законодательство» тиражами от 2000 до 30 000 экземпляров. Некоторые из книг Бройде были переведены на немецкий, румынский и польский языки.
Активно занимался общественной деятельностью, занимая посты председателя ревизионной комиссии Московского городского продовольственного комитета, сотрудника управлений «Всекохудожник» и «Всеутильсырье», члена ревизионной комиссии издательства Московское товарищество писателей и «Советский писатель», казначея в Горкоме писателей. Современникам Бройде больше запомнился не своими литературными трудами, а организаторскими способностями и материальным достатком, о чём, в частности, упоминали советские писатели Виктор Ардов и Илья Ильф.
5 мая 1934 года в газете «Вечерняя Москва» опубликован фельетон Е. Бермонта «На ту же скамью», в котором Бройде обвинялся в мошенничестве, в частности в том, что начиная с 1927 года вместо него книги писали «литературные негры». Бермонт в своей же статье дал Бройде прозвище «литературного Аль Капоне».
В результате следствия, проведённого прокуратурой, было установлено, что художественные произведения Бройде, изданные с 1928 года, являлись как минимум плодом коллективной работы. Так, сборник рассказов «Дни и ночи» был написан Лугиным и Моренцом на основе литературных черновиков Бройде. Свою повесть «В плену у белополяков» Бройде создал в результате обработки дневников Нуринова и Ульяновского. Настоящим автором романа «Фабрика человеков» оказался журналист Игорь Силенкин, последнюю книгу Бройде, «Судьи народные», на самом деле  написали Лугин и Смирнов.
16 июля 1934 года Московский городской суд начал рассматривать дела по обвинению Бройде в литературном шантаже, присвоении чужих рукописей и использовании служебного положения в личных интересах. Примерно в это же время советская пресса, до этого охотно писавшая о махинациях Бройде, вдруг утратила интерес к его делу. Из письма самого Бройде
Примечательно, что советские периодические издания внезапно утратили интерес к «Аль Капоне». Свет на судьбу С. Бройде проливает его письмо к В. Лидину, в котором Соломон Оскарович пишет про свой срок тюремного заключения — 40 месяцев.
В 1938 году Бройде арестовали по обвинению в шпионаже в пользу Японии и 25 мая того же 1938 года расстреляли на Бутовском полигоне. 12 февраля 1959 года С. О. Бройде был реабилитирован «за отсутствием состава преступления».